# Chilelopsis minima
Espèce
Synonymes
- Flamencopsis minima Goloboff, 1995

Chilelopsis minima est une espèce d'araignées mygalomorphes de la famille des Pycnothelidae.

## Distribution
Cette espèce est endémique de la région d'Atacama au Chili,. Elle se rencontre vers Chañaral et Copiapó.

## Description
Le mâle holotype mesure 7,25 mm et la femelle paratype 10,7 mm.

## Systématique et taxinomie
Cette espèce a été décrite sous le protonyme Flamencopsis minima par Goloboff en 1995. Elle est placée dans le genre Chilelopsis par Montes de Oca, Indicatti, Opatova, Almeida, Pérez-Miles et Bond en 2022.

## Publication originale
- Goloboff, 1995 : « A revision of the South American spiders of the family Nemesiidae (Araneae, Mygalomorphae). Part 1: species from Peru, Chile, Argentina, and Uruguay. » Bulletin of the American Museum of Natural History, no 224, p. 1-189 (texte intégral).